# Bracon lyciicola
Bracon lyciicola är en stekelart som beskrevs av Jean-Jacques Kieffer och Jörgensen 1910. Bracon lyciicola ingår i släktet Bracon och familjen bracksteklar. Inga underarter finns listade.